# Alberto Arvelo Torrealba (khu tự quản)
Alberto Arvelo Torrealba là một khu tự quản thuộc bang Barinas, Venezuela. Thủ phủ của khu tự quản Alberto Arvelo Torrealba đóng tại Sabaneta. Khự tự quản Alberto Arvelo Torrealba có diện tích 769 km2, dân số theo điều tra dân số ngày 21 tháng 10 năm 2001 là 32183 người.